# Gersdorffit

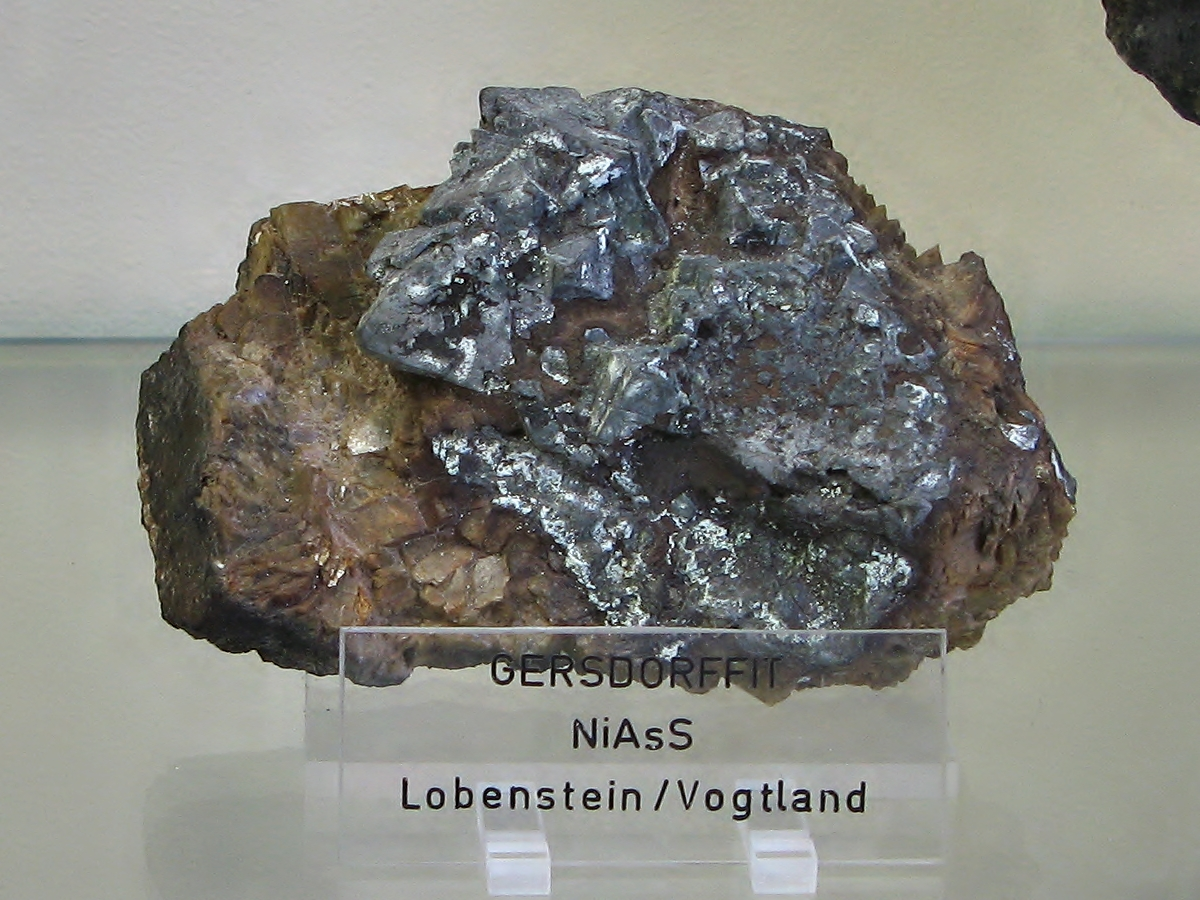
Grobkristalliner Gersdorffit aus (Bad) Lobenstein, Vogtland, Deutschland – Ausgestellt im Mineralogischen Museum Bonn

Gersdorffit, veraltet auch als Arsennickelglanz bzw. Arsennickelkies oder Nickelarsenglanz bzw. Nickelarsenkies bekannt, ist die Bezeichnung für ein nicht näher bestimmtes Mineral aus der Mineralklasse der „Sulfide und Sulfosalze“.
Seit 1986 gilt der Mineralname für drei von der International Mineralogical Association (IMA) anerkannte Polytype, die genauer als Gersdorffit-P213, Gersdorffit-Pa3 und Gersdorffit-Pca21 angesprochen werden. Alle drei Minerale haben die chemischen Zusammensetzung NiAsS, bestehen also zu gleichen Teilen aus Nickel, Arsen und Schwefel. Gersdorffit-P213 und Gersdorffit-Pa3 kristallisieren allerdings in kubischer und Gersdorffit-Pca21 in orthorhombischer Symmetrie.
Zudem ist Gersdorffit die Bezeichnung für eine ganze Gruppe chemisch und kristallographisch verwandter Minerale. Die Gersdorffitgruppe besteht neben Gersdorffit-P213, Gersdorffit-Pa3 und Gersdorffit-Pca21 noch aus den Mitgliedern Changchengit, Cobaltit, Hollingworthit, Irarsit, Jolliffeit, Kalungait, Krutovit, Maslovit, Mayingit, Michenerit, Milotait, Padmait, Platarsit, Tolovkit, Ullmannit und Willyamit sowie dem bisher von der IMA nicht anerkannten Testibiopalladit.

## Etymologie und Geschichte
Entdeckt wurde Gersdorffit erstmals durch Johann Rudolf von Gersdorff in Schladming in der Steiermark, Österreich. Erwähnt wurde das Mineral erstmals durch Herrn Hörnes in Poggendorf’s Annalen (Band 55). Diese Erwähnung fand Alexander Löwe (1808–1895), der anschließend die Analyse des Minerals vornahm und 1845 die wissenschaftliche Erstbeschreibung veröffentlichte. Löwe benannte zudem das Mineral nach dessen Entdecker.

## Klassifikation
Bereits in der veralteten 8. Auflage der Mineralsystematik nach Strunz gehörte Gersdorffit zur Mineralklasse der „Sulfide und Sulfosalze“ und dort zur Abteilung der „Sulfide mit [dem Stoffmengenverhältnis] M : S < 1 : 1“, wobei in den Gruppen II/C.05 bis II/C.11 die Minerale mit dem Stoffmengenverhältnis M : S = 1 : 2 eingeordnet waren. Gersdorffit bildete hier zusammen mit Cobaltit (Cobaltin) die „Cobaltin-Reihe“ mit der System-Nr. II/C.06a innerhalb der „Cobaltin-Ullmannit-Gruppe“.
Im Lapis-Mineralienverzeichnis nach Stefan Weiß, das sich aus Rücksicht auf private Sammler und institutionelle Sammlungen noch nach dieser alten Form der Systematik von Karl Hugo Strunz richtet, erhielt das Mineral die System- und Mineral-Nr. II/D.18-20. In der „Lapis-Systematik“ entspricht dies ebenfalls der Abteilung „Sulfide mit [dem Stoffmengenverhältnis] Metall : S,Se,Te < 1 : 1“, wo Gersdorffit zusammen mit Cobaltit, Hollingworthit, Irarsit, Jolliffeit, Kalungait, Milotait, Platarsit, Tolovkit, Ullmannit und Willyamit die „Cobaltit-Gruppe“ bildet (Stand 2018).
Die seit 2001 gültige und von der International Mineralogical Association (IMA) zuletzt 2009 aktualisierte 9. Auflage der Strunz’schen Mineralsystematik ordnet die drei inzwischen als eigenständig anerkannten und neu definierten Polytype Gersdorffit-P213, Gersdorffit-Pa3 und Gersdorffit-Pca21 ebenfalls in die Klasse der „Sulfide und Sulfosalze“, dort allerdings in die Abteilung der „Metallsulfide mit M : S ≤ 1 : 2“ ein. Diese ist zudem weiter unterteilt nach dem genauen Stoffmengenverhältnis und den in der Verbindung vorherrschenden Metallen, so dass die Minerale entsprechend ihrer Zusammensetzung in der Unterabteilung „M : S = 1 : 2, mit Fe, Co, Ni, PGE usw.“ zu finden ist, wo sie als Namensgeber die „Gersdorffitgruppe“ mit der System-Nr. 2.EB.25 und den weiteren Mitgliedern Changchengit, Cobaltit, Hollingworthit, Irarsit, Jolliffeit, Kalungait, Krutovit, Maslovit, Mayingit, Michenerit, Milotait, Padmait, Platarsit, Testibiopalladit, Tolovkit, Ullmannit und Willyamit bilden.
Auch die vorwiegend im englischen Sprachraum gebräuchliche Systematik der Minerale nach Dana ordnet den Gersdorffit in die Klasse der „Sulfide und Sulfosalze“ und dort in die Abteilung der „Sulfidminerale“ ein. Hier ist er zusammen mit Changchengit, Cobaltit, Hollingworthit, Irarsit, Jolliffeit, Kalungait, Maslovit, Michenerit, Milotait, Padmait, Platarsit, Testibiopalladit, Tolovkit, Ullmannit und Willyamit in der „Cobaltitgruppe (Kubische oder pseudokubische Kristalle)“ mit der System-Nr. 02.12.03 innerhalb der Unterabteilung „Sulfide – einschließlich Seleniden und Telluriden – mit der Zusammensetzung AmBnXp, mit (m+n):p=1:2“ zu finden.

## Kristallstruktur
Gersdorffit kristallisiert je nach Polytyp entweder im kubischen oder orthorhombischen Kristallsystem mit folgenden Gitterparametern. Die jeweilige Raumgruppen ist Bestandteil des Namens:
- Gersdorffit-P213 (Nr. 198) kristallisiert kubisch mit dem Gitterparameter a = 5,6888 Å[7]
- Gersdorffit-Pa3 (Nr. 205) kristallisiert ebenfalls kubisch mit dem Gitterparameter a = 5,7053 Å[8]
- Gersdorffit-Pca21 (Nr. 29) kristallisiert orthorhombisch (pseudokubisch) mit den Gitterparametern a = 5,622 Å; b = 5,622 und c = 5,622 Å[8]

Die Anzahl der Formeleinheiten pro Elementarzelle beträgt bei allen Polytypen Vier. Es ist wahrscheinlich, dass die einzelnen Phasen durch Temperaturänderung ineinander überführt werden können.

## Eigenschaften

### Morphologie und optische Eigenschaften
Gersdorffitkristalle können bis zu 4 cm groß werden und zeigen meist oktaedrische Kristallformen, die kubisch modifiziert und gestreift sein können. Oft findet sich das Mineral auch in Form derber oder eingesprengter Aggregate.
Die vollkommen undurchsichtigen (opaken) Kristalle sind in frischem Zustand von silberweißer Farbe mit einem metallischen Glanz auf den Oberflächen. Mit der Zeit laufen die Oberflächen allerdings grau bis grauschwarz an. Die Strichfarbe von Gersdorffit ist ebenfalls grauschwarz.

### Physikalische und chemische Eigenschaften
Mit einer Mohshärte von 5,5 gehören die Gersdorffite zu den mittelharten Mineralen, die sich etwas besser als das Referenzmineral Orthoklas (Härte 6) mit einer Stahlfeile ritzen lassen. Die angegebene Mohshärte entspricht einer Vickershärte (VHN100) von 657 bis 767 kg/mm². Die gemessene Dichte beträgt durchschnittlich 5,9 g/cm³.
Das Mineral ist spröde und bricht bei ungleichmäßiger Belastung mit unebenen Bruchflächen. Bei gezielter mechanischer Belastung senkrecht zu den kristallographischen Achsen ist es dagegen gut bis vollkommen spaltbar mit glatten Spaltflächen.
Schmilzt man Gersdorffit in der Lötlampe, bildet sich durch das Abrauchen des Arsens typischer Knoblauchgeruch und es bleibt eine magnetische Kugel zurück. In Salpetersäure löst sich das Mineral teilweise, die Lösung besitzt eine grüne Farbe.

## Modifikationen und Varietäten

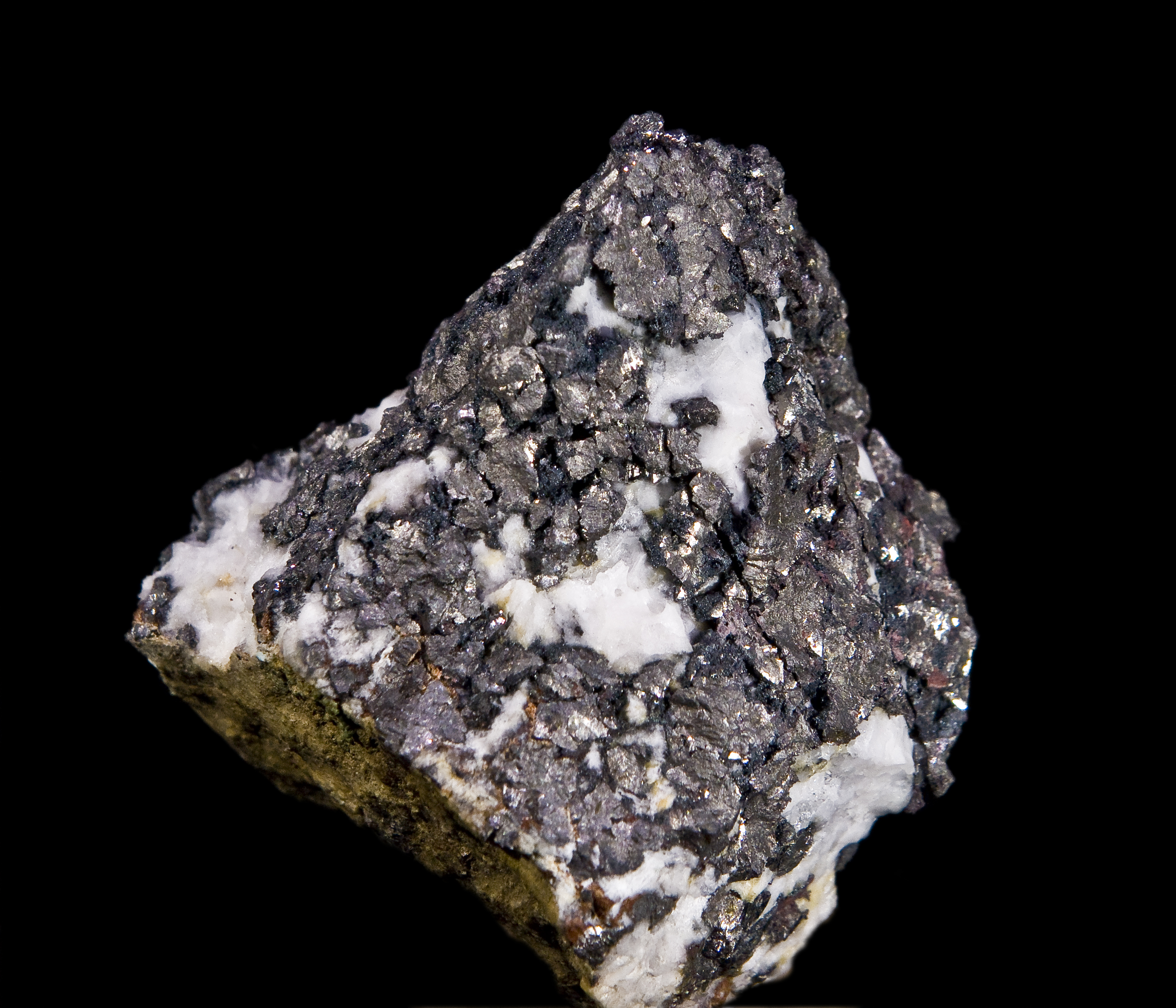
Antimonhaltiger Corynit

Gersdorffit ist kein einzelnes Mineral, sondern eine Gruppenbezeichnung für drei Polytypen, die zwar die gleiche chemische Zusammensetzung besitzen, jedoch in unterschiedlichen Kristallsystemen kristallisieren.
Es sind zwei Varietäten bekannt, die Antimon beziehungsweise Cobalt enthalten. In der antimonhaltigen Varietät, die auch unter den Namen Antimonarsennickelglanz bzw. Arsenantimonnickelglanz, Arsenantimonnickelkies oder Corynit bzw. Korynit bekannt ist, ist das Arsen teilweise durch Antimon ersetzt. Gefunden wurde sie in Friesach (Österreich), Bad Ems (Deutschland), sowie Bolivien, Frankreich, Russland und der Slowakei. In der cobalthaltigen Varietät ist ein Teil des Nickels durch Cobalt ersetzt. Sie enthält auch einen hohen Anteil an den Platinmetallen Ruthenium, Rhodium, Iridium und Osmium und ist in China und Finnland gefunden worden.
Als Arsenantimonnickelglanz oder Korynit wird allerdings auch eine eisen- und arsenhaltige Varietät des Ullmannit bezeichnet.

## Bildung und Fundorte
Gersdorffit bildet sich in Erzadern unter hydrothermalen Bedingungen bei mittleren Temperaturen. Als Begleitminerale treten unter anderem Chalkopyrit, Cobaltit, Löllingit, Markasit, Maucherit, Millerit, gediegen Nickel, Nickel-Skutterudit, verschiedene Platinmetalle, Pyrit und Ullmannit.
Das Mineral ist verbreitet, es sind aber selten reiche Funde bekannt. Man findet Gersdorffit beispielsweise in Kärnten und der Steiermark (Österreich), im Harz und Siegerland (Deutschland), Ontario (Kanada), Tasmanien (Australien) oder Bolivien.